# Pete Lammons
(en) Statistiques sur pro-football-reference
Peter Spencer Lammons Jr., né le 20 octobre 1943 à Crockett et mort le 29 avril 2021, est un joueur américain de football américain.

## Biographie

### Enfance
Lammons étudie à la Jacksonville High School avant d'intégrer l'université du Texas à Austin.

### Carrière

#### Université
Étudiant de 1962 à 1965, Lammons participe à la victoire au championnat national des Longhorns en 1963. Il domine le classement des réceptions de la faculté en 1964 et 1965 et reçoit une nomination dans l'équipe de la saison 1965 de la Southwest Conference. En 2002, il est introduit au temple de la renommée de l'université du Texas. 

#### Professionnel
Pete Lammons est sélectionné au huitième tour de la draft 1966 de l'AFL par les Jets de New York, au soixante-huitième choix, mais également par les Browns de Cleveland lors de la draft de la NFL sur la 213e sélection. Il retrouve ses coéquipiers de l'université du Texas, Jim Hudson et George Sauer, Jr., l'aidant à s'habituer à la vie new-yorkaise. 
Il est projeté tout de suite dans un poste de tight end titulaire, impressionnant l'entraîneur Weeb Ewbank. Dans une équipe très soudée, il remporte le Super Bowl III et reste six saisons chez les Jets. Échangé aux Eagles de Philadelphie contre une considération dans une future transaction, Lammons ne convainc pas et est libéré lors de la pré-saison 1972. Lammons signe ensuite avec les Packers de Green Bay où il se contente d'un poste de remplaçant pendant une saison avant d'être remercié en 1973.